# David Barrera
David Joel Barrera (San Juan, 28 dicembre 1968) è un attore statunitense noto principalmente per l'interpretazione del sergente cannoniere Ray 'Casey Kasem' Griego nella serie Generation Kill.

## Carriera
Barrera si è diplomato alla Pharr-San Juan-Alamo High School nella sua città natale, San Juan, Texas, dove faceva parte del Theatre Club. Questa scuola superiore fa parte del distretto scolastico indipendente Pharr-San Juan-Alamo. Si è laureato alla Southern Methodist University e ha continuato a studiare recitazione presso l'Università della California. 
È apparso in serie televisive come NYPD Blue, 24, West Wing - Tutti gli uomini del Presidente, CSI: Miami, Nip/Tuck, Heroes, Medium, Boston Legal, Murder One, Senza traccia, The Big Bang Theory e Grimm per il quale è stato nominato per un ALMA Award.
Barrera ha recitato nella commedia Un'impresa da Dio, e ha lavorato in film come Infinity, Fino alla fine e Il delitto Fitzgerald.
ha recitato come guest star nella sitcom live-action di Disney Channel I maghi di Waverly, dove sua moglie, Maria, era uno dei membri principali del cast. Nel 2015, Barrera ha recitato in un episodio di American Horror Story nel ruolo del Dr. Kaplan.
Attualmente è membro della Adjunct Faculty e insegna recitazione presso l'Azusa Pacific University.

## Filmografia parziale

### Cinema
- Fino alla fine (No Way Back), regia di Frank A. Cappello (1995)
- La prossima vittima (Eye for an Eye), regia di John Schlesinger (1996)
- Infinity, regia di Matthew Broderick (1996)
- Il delitto Fitzgerald (The United States of Leland), regia di Matthew Ryan Hoge (2003)
- Un'impresa da Dio (Evan Almighty), regia di Tom Shadyac (2007)
- Terremoto 10.0 (10.0 Earthquake), regia di David Gidali (2014)
- Run the Tide - Inseguendo un sogno (Run the Tide), regia di Soham Mehta (2016)
- Ready Player One, regia di Steven Spielberg (2018)
- Nessuno ne uscirà vivo (No One Gets Out Alive), regia di Santiago Menghini (2021)

### Televisione
- Codice d'emergenza (L.A. Firefighters) – serie TV, 2 episodi (1996-1997)
- Renegade – serie TV, un episodio (1997)
- Un detective in corsia (Diagnosis: Murder) – serie TV, un episodio (1997)
- Murder One – serie TV, 4 episodi (1997)
- Pensacola - Squadra speciale Top Gun (Pensacola: Wings of Gold) – serie TV, un episodio (1997)
- Jarod il camaleonte (The Pretender) – serie TV, un episodio (1997)
- NYPD - New York Police Department (NYPD Blue) – serie TV, 7 episodi (1998-2001)
- Millennium – serie TV, un episodio (1999)
- JAG - Avvocati in divisa (JAG) – serie TV, un episodio (1999)
- Pacific Blue – serie TV, un episodio (2000)
- Squadra Med - Il coraggio delle donne (Strong Medicine) – serie TV, un episodio (2001)
- In tribunale con Lynn (Family Law) – serie TV, un episodio (2001)
- Così è la vita (That's Life) – serie TV, 3 episodi (2001)
- 24 – serie TV, un episodio (2001)
- The Division – serie TV, un episodio (2002)
- E.R. - Medici in prima linea (ER) – serie TV, un episodio (2002)
- Nip/Tuck – serie TV, un episodio (2003)
- Senza traccia (Without a Trace) – serie TV, un episodio (2003)
- CSI: NY – serie TV, un episodio (2004)
- Boston Legal – serie TV, un episodio (2005)
- Medium – serie TV, un episodio (2005)
- Veronica Mars – serie TV, un episodio (2005)
- West Wing - Tutti gli uomini del Presidente (The West Wing) – serie TV, un episodio (2006)
- CSI: Miami – serie TV, un episodio (2006)
- Shark - Giustizia a tutti i costi (Shark) – serie TV, 3 episodi (2006-2008)
- NCIS - Unità anticrimine – serie TV, un episodio (2007)
- Heroes – serie TV, un episodio (2007)
- Generation Kill – serie TV, 7 episodi (2008)
- The Closer – serie TV, un episodio (2008)
- Avvocati a New York (Raising the Bar) – serie TV, un episodio (2009)
- Three Rivers – serie TV, un episodio (2009)
- The Mentalist – serie TV, un episodio (2010)
- In Plain Sight - Protezione testimoni (In Plain Sight) – serie TV, un episodio (2010)
- I maghi di Waverly (Wizards of Waverly Place) – serie TV, un episodio (2010)
- Human Target – serie TV, un episodio (2011)
- The Defenders – serie TV, un episodio (2011)
- Southland – serie TV, 2 episodi (2012)
- Fairly Legal – serie TV, un episodio (2012)
- Grimm – serie TV, un episodio (2012)
- The Night Shift – serie TV, un episodio (2014)
- The Big Bang Theory – serie TV, un episodio (2014)
- The Bridge – serie TV, 6 episodi (2013)
- Castle – serie TV, un episodio (2014)
- Non sono stato io (I Didn't Do It) – serie TV, un episodio (2014)
- Mom – serie TV, un episodio (2015)
- American Horror Story – serie TV, un episodio (2015)
- 2 Lava 2 Lantula!, regia di Nick Simon – film TV (2016)
- NCIS: Los Angeles – serie TV, un episodio (2016)
- Gamers Mania (Gamer's Guide to Pretty Much Everything) – serie TV, un episodio (2016)
- Shut Eye – serie TV, 2 episodi (2016)
- Criminal Minds – serie TV, un episodio (2017)
- The Orville – serie TV, un episodio (2017)
- Chance – serie TV, 3 episodi (2017)
- Bosch – serie TV, 3 episodi (2018)
- Animal Kingdom – serie TV, un episodio (2018)
- Dirty John – serie TV, un episodio (2018)
- SEAL Team – serie TV, un episodio (2019)
- What/If – serie TV, 4 episodi (2019)
- Selena: La Serie (Selena: The Series) – serie TV, un episodio (2020)
- Dahmer - Mostro: la storia di Jeffrey Dahmer (Dahmer - Monster: The Jeffrey Dahmer Story) – serie TV, 3 episodi (2022)

## Doppiatori italiani
Nelle versioni in italiano delle opere in cui ha recitato, David Barrera è stato doppiato da:
- Stefano Alessandroni in NCIS: Los Angeles, Bosch
- Francesco Bulckaen in Jarod il camaleonte
- Gaetano Varcasia in NYPD - New York Police Department
- Riccardo Niseem Onorato in Millennium
- Fabrizio Vidale in Senza traccia
- Gianluca Machelli in CSI: NY
- Raffaele Palmieri in Shark - Giustizia a tutti i costi
- Enrico Di Troia in CSI: Miami
- Achille D'Aniello in NCIS - Unità anticrimine
- Andrea Ward in The Closer
- Giuliano Santi in Generation Kill
- Fabrizio Russotto in Castle
- Alessandro Budroni in Criminal Minds (ep. 12x13)
- Davide Marzi in Criminal Minds (ep. 13x14)
- Emidio La Vella in What/If
- Alberto Bognanni in Station 19
- Andrea Lavagnino in Nessuno ne uscirà vivo
- Sergio Lucchetti in Dahmer - Mostro: la storia di Jeffrey Dahmer
- Daniele Valenti in Avvocato di difesa - The Lincoln Lawyer